# Lampenputzergras
Das Lampenputzergras (Pennisetum alopecuroides (L.) Spreng., Syn.: Cenchrus alopecuroides (L.) Thunb.), auch Federborstengras oder Australisches Lampenputzergras genannt, ist eine Art aus der Familie der Süßgräser (Poaceae).

## Beschreibung
Das Lampenputzergras ist eine ausdauernde, in dichten Horsten wachsende krautige Pflanze.  Die Halme erreichen Wuchshöhen zwischen 30 und 120 Zentimetern. Die Blattscheiden sind pergamentartig, gekielt und an der Stängelbasis schuppenförmig. Die mittel- bis dunkelgrünen Laubblätter messen in der Länge zwischen 10 und 80, in der Breite 0,3 bis 1 Zentimeter. Im Herbst verfärben sich die an den Enden gelegentlich überhängenden Blätter goldgelb.
Die namensgebenden, 6 bis 30 Zentimeter langen Blütenstände sind Scheinähren, in denen die Teilblütenstände (Ährchen) dicht gedrängt stehen. Sie sind von gelbgrüner bis dunkelvioletter Farbe und erinnern in ihren borstig-fedrigen Form an Lampenputzer, eine Art Bürste. Sie stehen an den Enden aufrechter bis übergebogener Halme. Die Ährchen sind zweiblütig mit einer basalen sterilen und einer oberen fruchtbaren Einzelblüte. Die Blüte und Fruchtzeit liegt zwischen Sommer und Herbst.
Die Chromosomenzahl beträgt 2n = 22 oder 36.

## Verbreitung
Das Lampenputzergras ist eine Art, die ursprünglich in der Region von Ostasien bis Australien beheimatet ist. Das Verbreitungsgebiet reicht von China bis in die gemäßigten Zonen Ostasiens, bis Malesien und reicht außerdem bis ins nordwestliche und östliche Australien.
Es wächst dort auf frischen Wiesen. Da die Art frosthart ist, wird das Lampenputzergras seit der zweiten Hälfte des 20. Jahrhunderts im Gartenfachhandel angeboten. Als Standort bevorzugt es sonnige und warme Stellen und mäßig trockene bis feuchte Böden. Sehr trockene, verdichtete oder sandige Böden verträgt die Pflanze nicht.

## Pflege
Die Pflanze muss im Kübel regelmäßig gegossen werden, denn der Ballen darf nie austrocknen. Gedüngt wird von Mai bis August in 14-täglichem Rhythmus. Das Lampenputzergras kann im Kübelgefäß überwintern, sofern es während der Frostperiode mit Fichtenzweigen abgedeckt wird. Erst im Frühjahr schneidet man die ausgeblühten Ähren zurück.

## Vermehrung
Die Vermehrung erfolgt durch Teilung im Frühjahr oder durch Samenausbreitung.

## Sorten
Im Gartenfachhandel werden inzwischen auch Zuchtsorten angeboten. Eine Auswahl:
- Die Sorte ‚Hameln‘ wird mit einer Blattlänge von etwa 50 Zentimetern etwas kleiner als die Wildform. Sie blüht bereits im Frühsommer und trägt weißgrünlich getönte Ähren.[3]
- Die Sorte ‚Moudry‘ bleibt noch niedriger. Ihre Blätter sind von sattgrüner Farbe. Die Rispen sind violett bis schwarz.[4]
- Die Sorte ‚Piglet‘ bleibt ebenfalls niedriger. Die Rispen sind weißrosa getönt.[5]

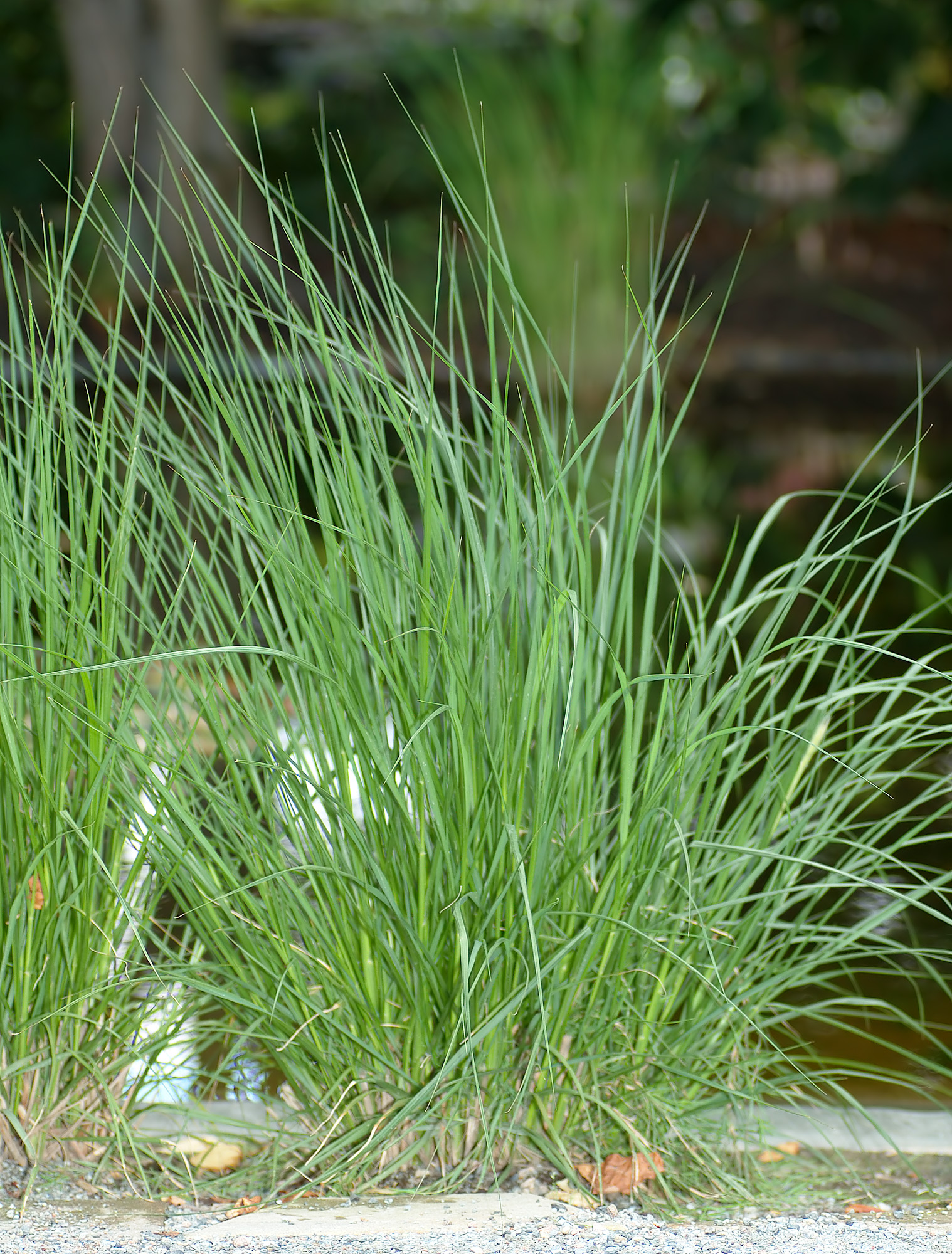
Ohne Blütenrispen
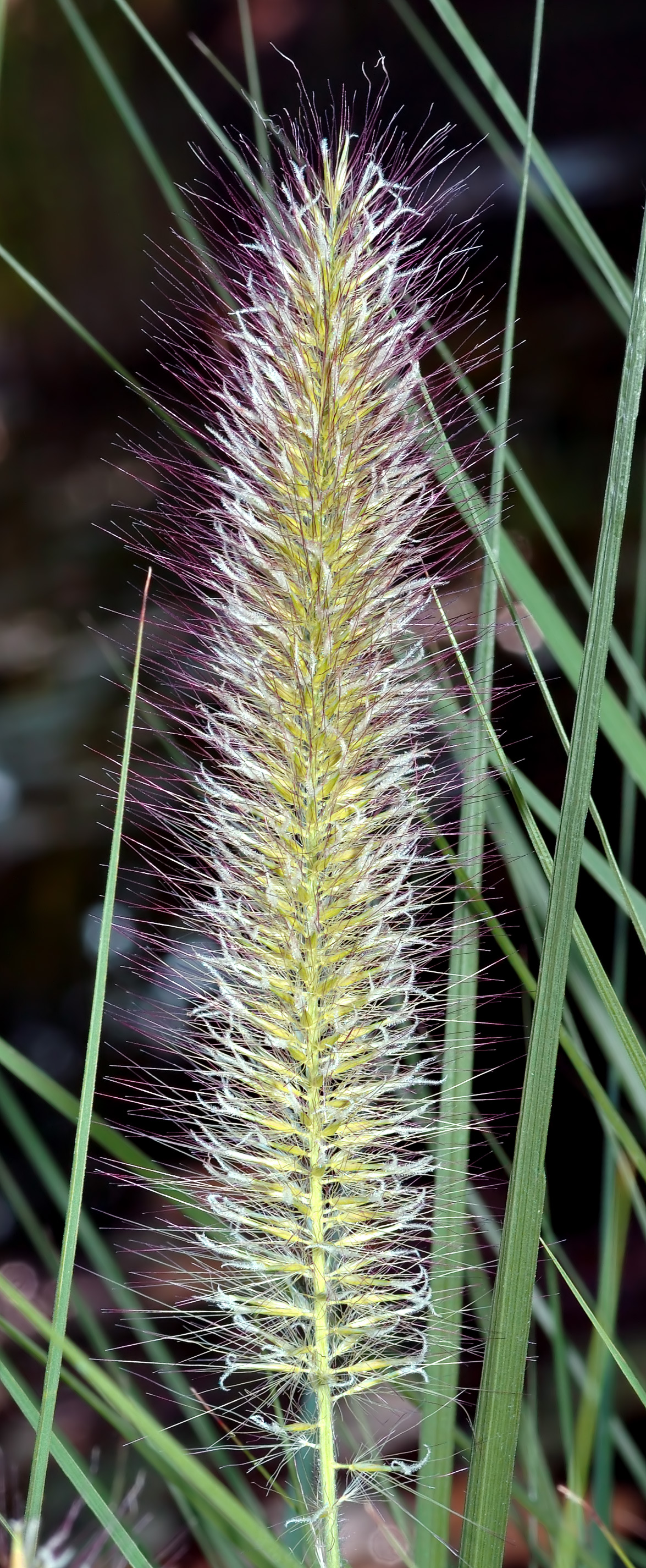
Detailansicht Rispe
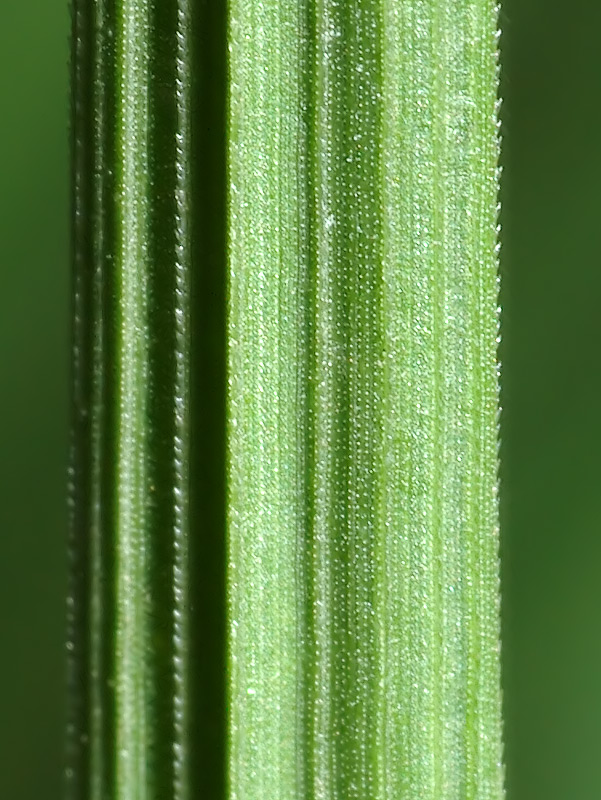
Detailansicht Blatt